# Mamma Mia! (мініальбом)
Mamma Mia! — четвертий мініальбом південнокорейського бой-бенду SF9. Він був випущений 26 лютого 2018 року компанією FNC Entertainment. Альбом складається з шести композицій, включаючи заголовну пісню «Mamma Mia».

## Комерційний успіх
У Південній Кореї було продано понад 11 060 копій мініальбому. Він досяг 3 місця в корейському чарті Gaon.

## Список композицій
| Офіційний трек-лист | Офіційний трек-лист               | Офіційний трек-лист                  | Офіційний трек-лист                                              | Офіційний трек-лист     | Офіційний трек-лист |
| #                   | Назва                             | Автор слів                           | Автор музики                                                     | Аранжування             | Тривалість          |
| ------------------- | --------------------------------- | ------------------------------------ | ---------------------------------------------------------------- | ----------------------- | ------------------- |
| 1.                  | «Mamma Mia»                       | Han Seon-ho Kim Chang-rak Kim Su-bin | Erik Lidbom Kim Chang-rak Seo Yong-bae, Kim Su-bin               | Erik Lidbom Kim Su-bin  | 3:25                |
| 2.                  | «Never Say Goodbye»               | Choi Hee-jae                         | Steven Lee Han Seung-hoon                                        | Steven Lee              | 3:46                |
| 3.                  | «Go back in Time» (시간을 거꾸로) | Kim Do-hoon (RBW) Xepy Kim Chang-rak | Erik Lidbom Kim Do-hoon (RBW) Park Su-seok Xepy Kim Chang-rak    | Park Su-seok            | 3:26                |
| 4.                  | «Be my Baby»                      | Kim Jae-won (Jam Factory)            | Jang Jung-seok Fredrik Figge Bostrom                             | Jang Jung-seok          | 3:41                |
| 5.                  | «Midnight Road»                   | Jang Jung-won (Jam Factory)          | Steven Lee Andreas Stone Johansson Andreas Oberg Various Artists | Andreas Stone Johansson | 4:04                |
| 6.                  | «Dear Fantasy»                    | SF9                                  | Han Seung-hoon Kim Chang-rak Jung Jin-wook                       | Jung Jin-wook           | 3:43                |
| 22:05               |                                   |                                      |                                                                  |                         |                     |